# Laz Bistrički
Laz Bistrički – wieś w Chorwacji, w żupanii krapińsko-zagorskiej, w gminie Marija Bistrica. W 2011 roku liczyła 788 mieszkańców.